# Zeeweegbree
De zeeweegbree (Plantago maritima) is een vaste plant die behoort tot de weegbreefamilie (Plantaginaceae). Het is een plant van schorren, kwelders en strandvlaktes achter de zeereep, die ook voorkomt langs zeedijken, in zilte gras- en rietlanden en in wegbermen. De zeeweegbree komt van nature voor in Eurazië en is van daar versleept naar Noord-Amerika. Ze staat op de Nederlandse Rode lijst van planten als vrij zeldzaam en sterk afgenomen. Het aantal chromosomen is 2n = 12.

## Kenmerken
De plant wordt 15-60 cm hoog en heeft een wortelrozet. De tot meer dan 10 cm lange en 2-6 mm brede, vlezige bladeren zijn lijnvormig en hebben drie tot vijf nerven.
De zeeweegbree bloeit van mei tot september met witachtige bloempjes, die gerangschikt zijn in een 3-10 cm lange, cilindrische aar. De achterste kelkslippen hebben een scherpe kiel. De helmhokjes zijn geel. De steel van de aar is rolrond.
De vrucht is een eivormige, 3,5 mm lange en 1,5 mm brede doosvrucht. Het zaad is 2 mm lang en 1 mm breed.

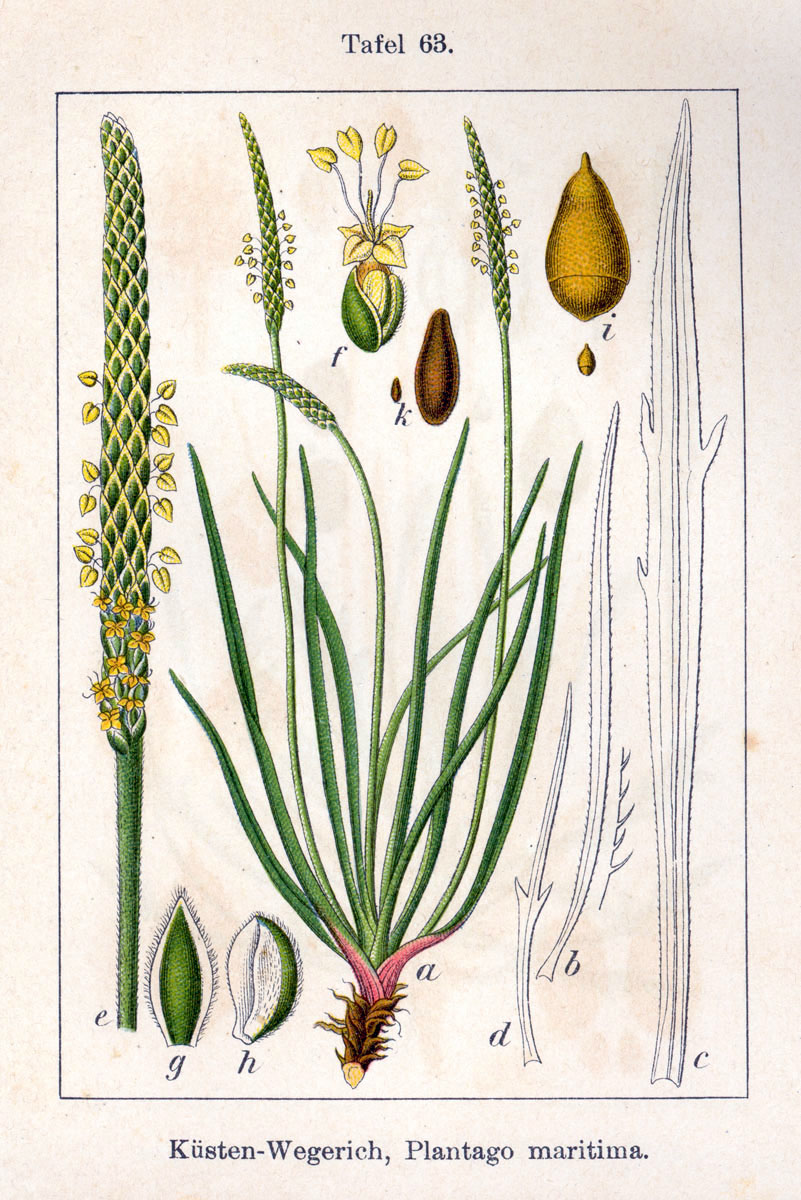
Illustratie
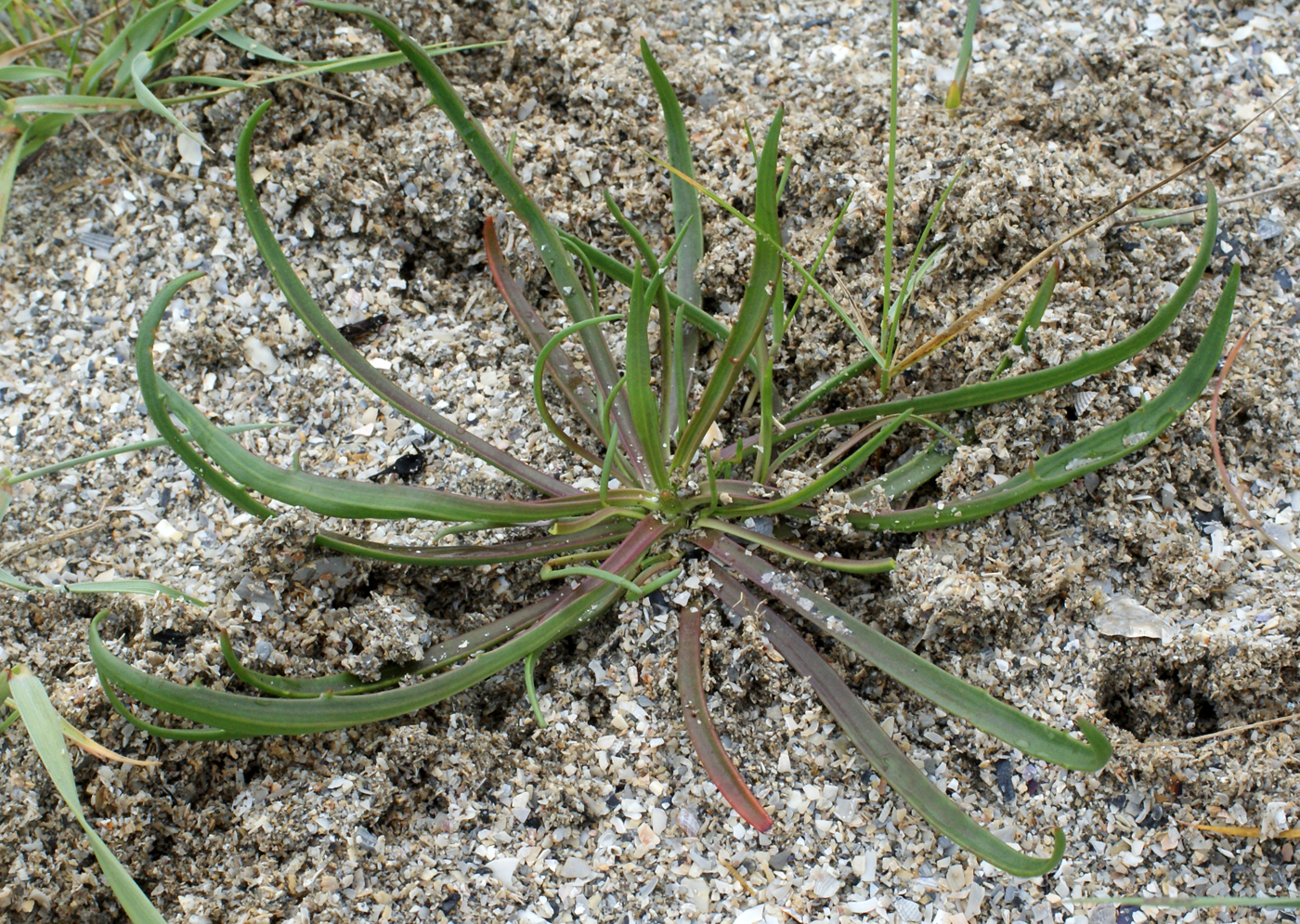
Plant
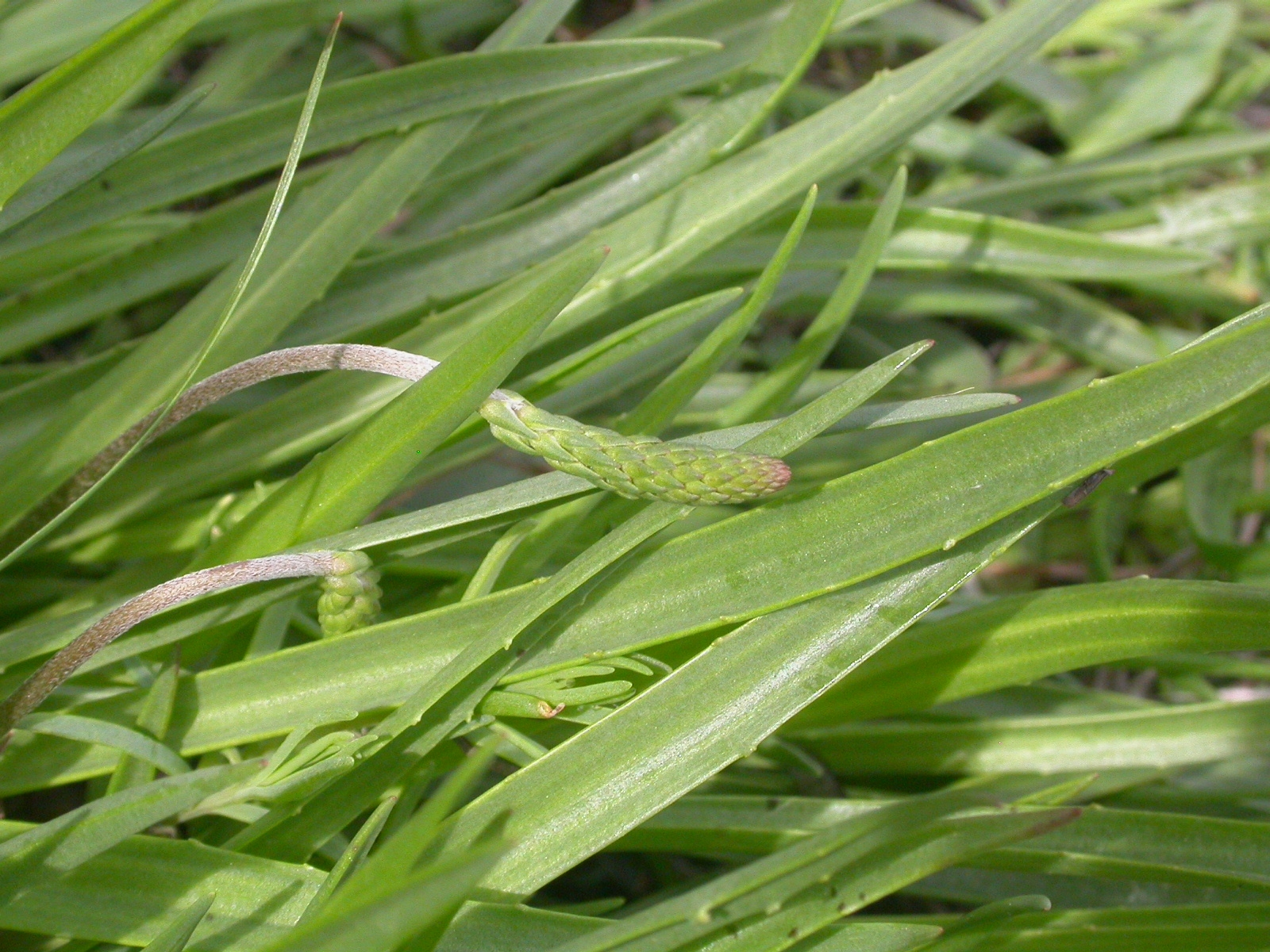
Gekielde bladeren
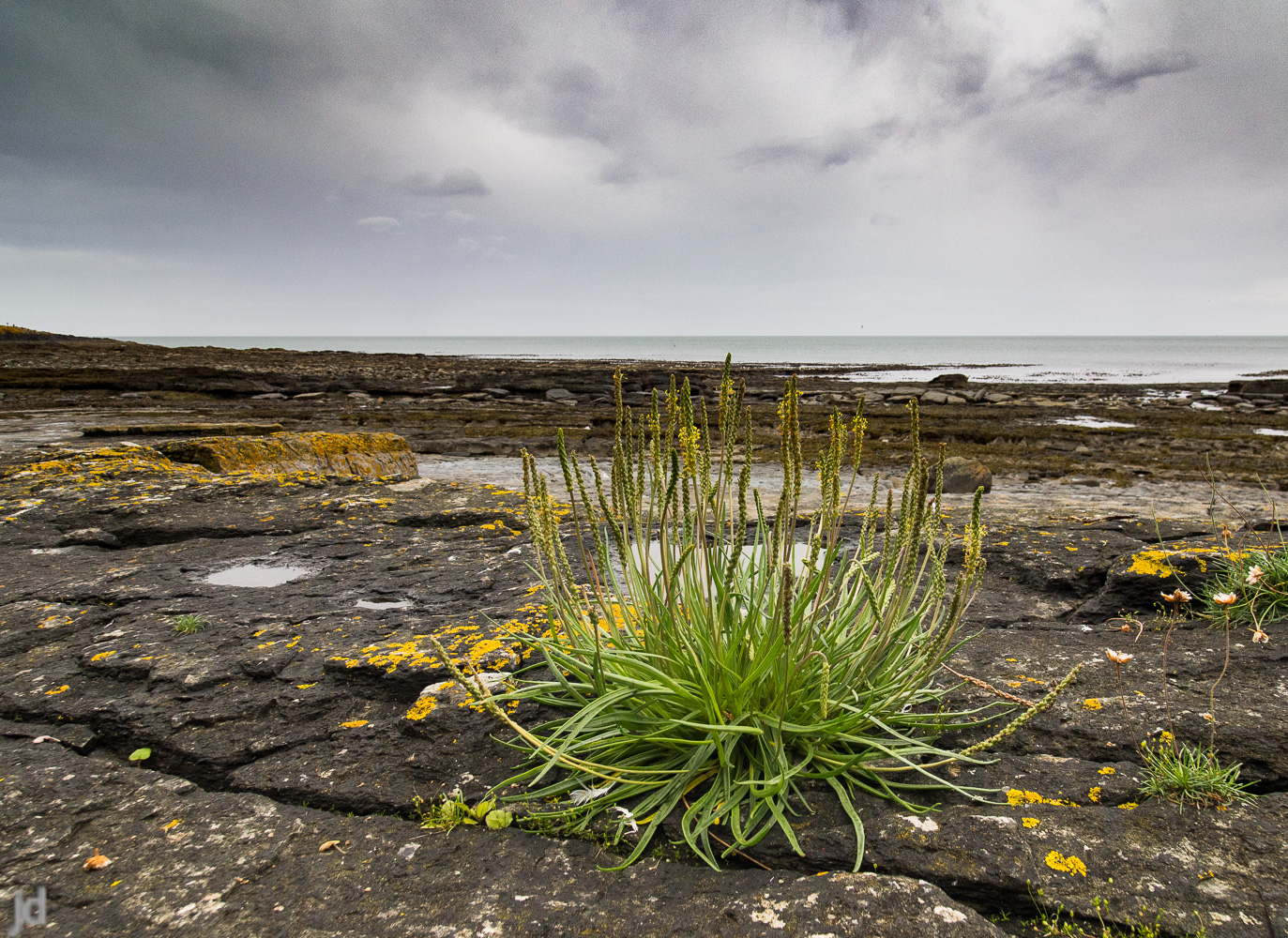
Bloeiende plant
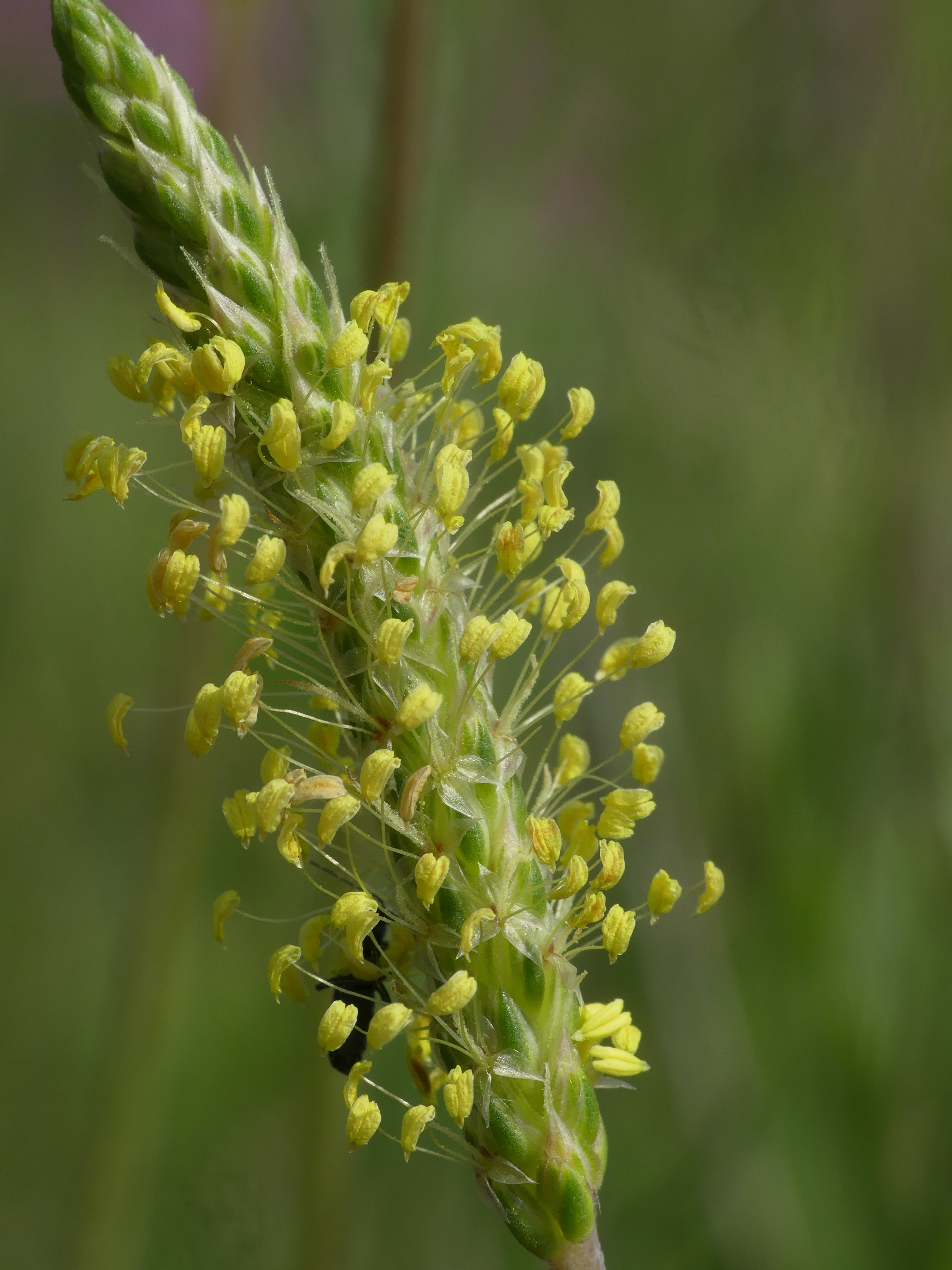
Bloeiwijze
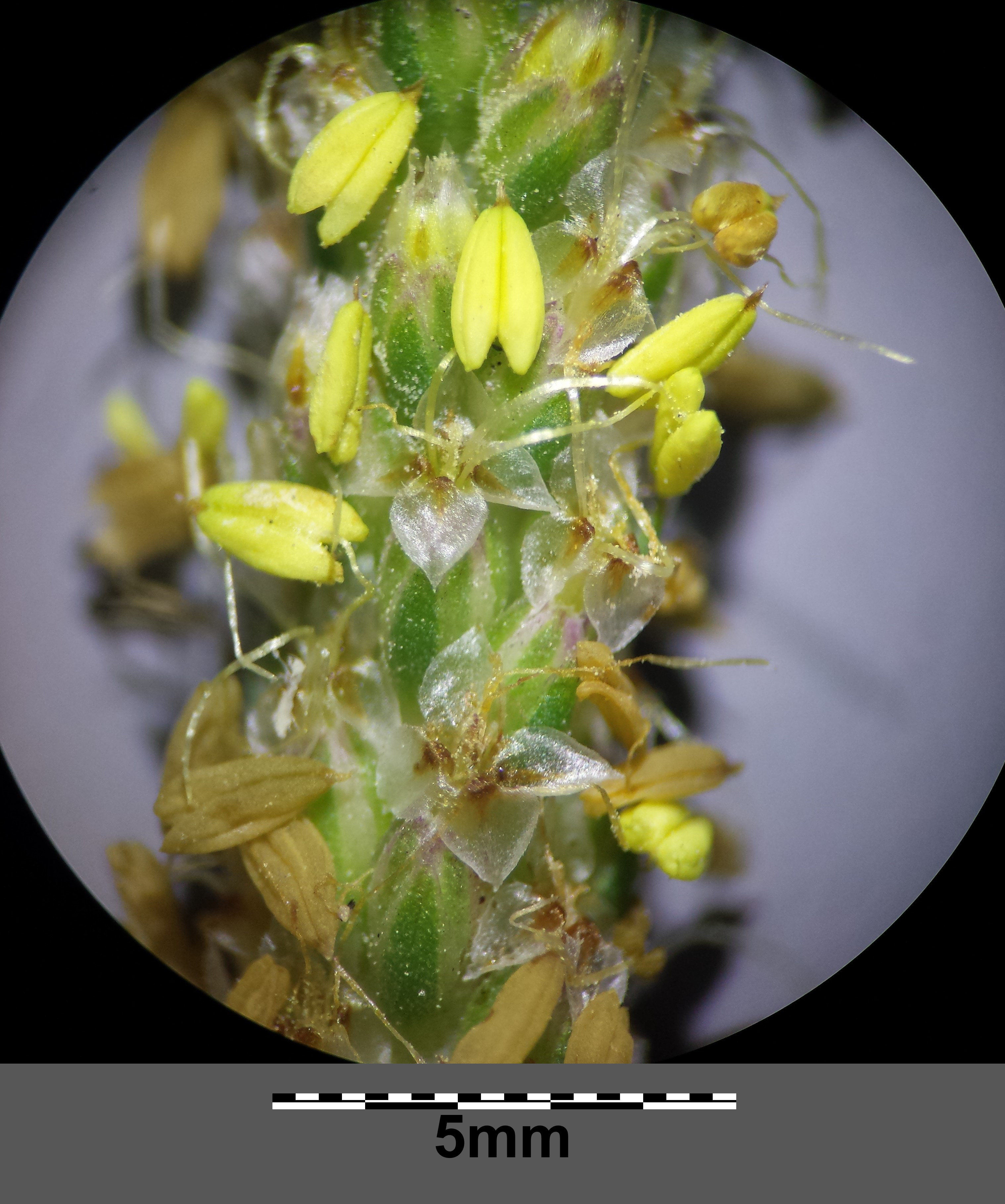
Bloemen
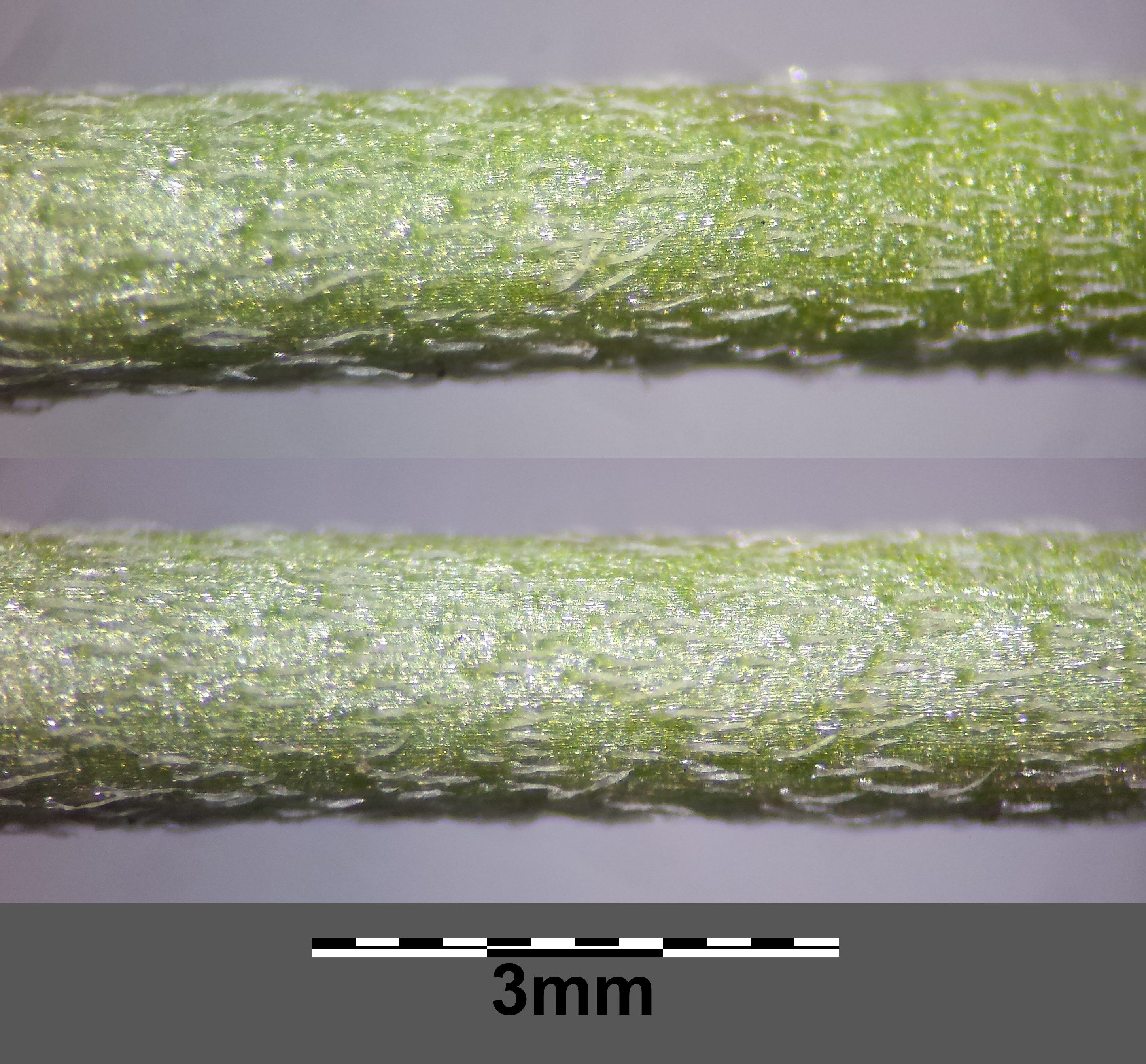
Stengel met aangedrukt haren
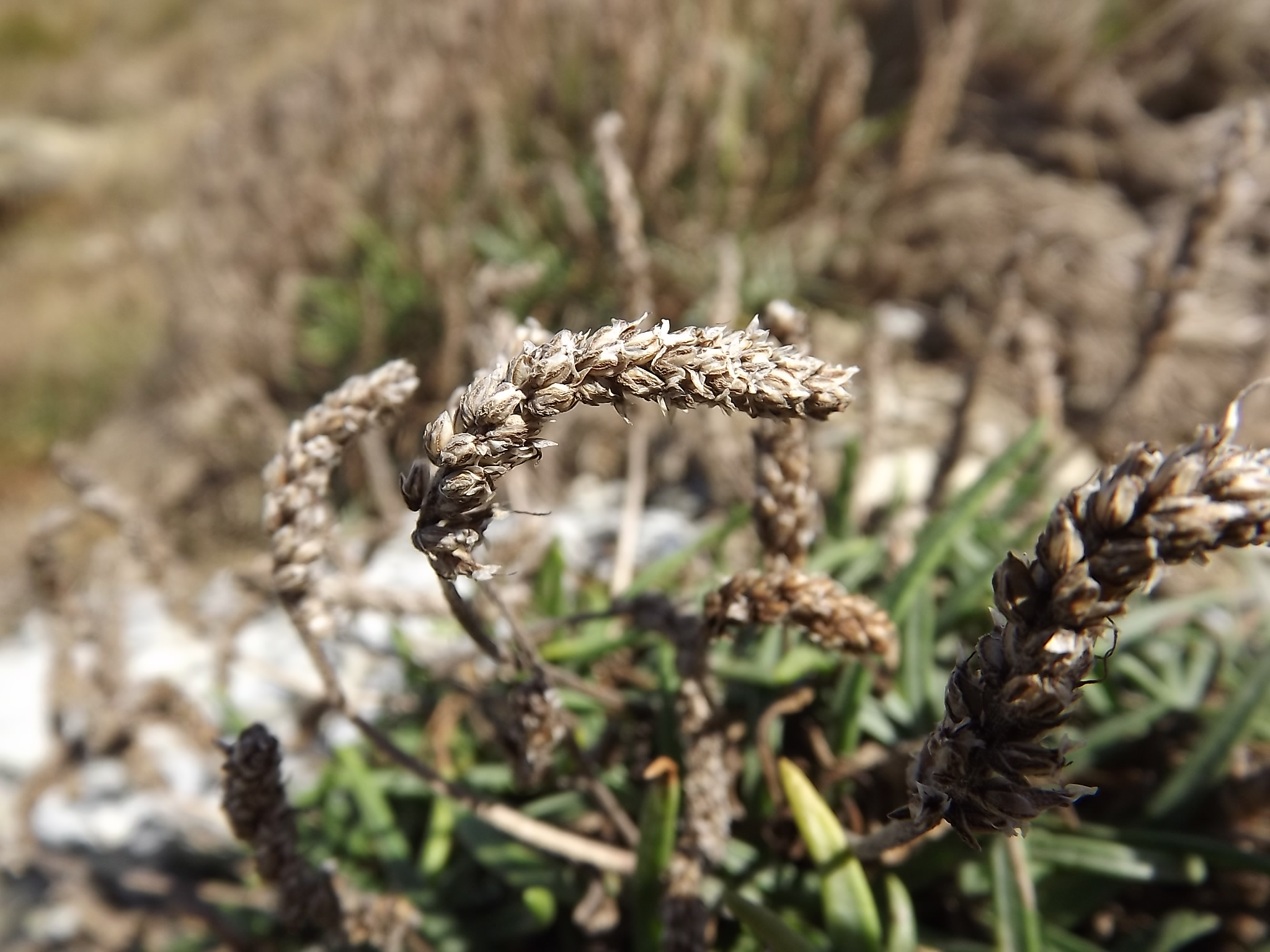
Vruchten

De plant lijkt veel op kleine planten van de hertshoornweegbree (Plantago coronopus), maar verschilt daarvan doordat het blad niet één, maar drie tot vijf nerven heeft. Jonge bladeren kunnen net als bij de hertshoornweegbree rauw of gekookt gegeten worden.

## Plantengemeenschap
Zeeweegbree is een kensoort voor de zeeaster-klasse (Asteretea tripolii), een groep van plantengemeenschappen van zilte tot brakke gronden van buitendijkse terreinen in estuaria.